# Centrale nucleare di Kumharia
La centrale nucleare di Kumharia è una centrale nucleare indiana situata presso la città di Kumharia, nel Distretto di Fatehabad nello stato di Haryana. La centrale è attualmente in progettazione, sono previsti 4 reattori PHWR per 2560MW.
L'inizio della costruzione dei primi reattori non è ancora pianificata, benché si presume che la preparazione del sito inizi per il 2012.